# Alliant Energy Center
Alliant Energy Center är ett byggnadskomplex i den amerikanska staden Madison i delstaten Wisconsin och består bland annat av en inomhusarena med namnet Veterans Memorial Coliseum och flertal utställningshallar. Komplexet ägs av Dane County.

## Veterans Memorial Coliseum
Inomhusarenan invigdes 1967 och har en maximal publikkapacitet på 10 231 åskådare. Den användes som hemmaarena för ishockeylagen Madison Capitols i United States Hockey League (USHL) mellan 2014 och 2017 och University of Wisconsin-Madisons idrottsförening Wisconsin Badgers ishockeylag i National Collegiate Athletic Association (NCAA) mellan 1967 och 1998.